# SJ T21
De locomotiefseries T2 en T3, later T21 en T22, zijn dieselhydraulische locomotieven van het Maschinenbau Kiel (MaK) type 800D die vanaf 1954 werden ingezet door de Zweedse spoorwegen Statens Järnvägar (SJ) voor het goederenvervoer en de rangeerdienst.

## Geschiedenis

### SJ serie T2/T3
In het begin van de jaren 1950 bestelde de SJ vijftien diesellocomotieven bij de Duitse fabriek Maschinenbau Kiel (MaK) om als serie Ä3 57-71 te worden ingezet ter vervanging van stoomlocomotieven voor de lichte goederendienst en de rangeerdienst. Nog voor de indienststelling werd de serie-aanduiding gewijzigd in T2 57-71.
Daar de locomotieven goed bevielen werd de bestelling uitgebreid met nog eens 41 locomotieven, waarvan er tien in licentie bij de Zweedse fabriek Svenska Järnvägsverkstäderna Falun (ASJ-F) te Falun. De Zweedse locomotieven waren voorzien van een Zweedse transmissie. De gebruikte Zweedse transmissie beviel slecht, zodat er slechts vijf locomotieven met deze transmissie werden voorzien, welke in 1956 als T3 72-76 in dienst werden gesteld. De overige vijf in Zweden gebouwde locomotieven werden met een Duitse transmissie geleverd en samen met de door MaK geleverde locomotieven als T2 77-112 in 1957 en 1958 in dienst gesteld.
In 1959 werd van drie locomotieven (de T3 73, T3 74 en T3 76) de Zweedse transmissie vervangen door een Duitse transmissie, waarna de serie-aanduiding werd gewijzigd van T3 in T2.

### SJ serie T21/T22
In 1964 werd de serie-aanduiding van de serie T2 gewijzigd in T21 en die van T3 in T22.
In respectievelijk 1971 en 1976 werden de twee afwijkende T22 75 en T22 72 buiten dienst gesteld. De serie "T21" werd tussen 1980 en 1991 afgevoerd, waarvan de T21 69, T21 83, T21 105 en T21 111 werden verkocht aan de private vervoerder Shortline Väst. en de T21 100 aan Österlentåg.

### NBJ serie T
Naast de 56 locomotieven voor de SJ werden er ook twee maal twee stuks door Nora Bergslags Järnväg (NBJ) besteld, welke door MaK werden geleverd. Deze waren niet voorzien van de aanpassingen voor de SJ ten opzichte van de standaardtype "MaK 800 D". De eerste twee werden in 1958 als T21 en T22 in dienst gesteld. In 1963 volgde een nabestelling, welke als T23 en T24 in dienst werden gesteld. In 1979 werd NBJ overgenomen door SJ en kwamen de locomotieven bij de SJ terecht.

## Museaal
Niet minder dan 29 locomotieven zijn bewaard gebleven voor museale doeleinden:
- Arvidsjaurs Järnvägsförening (AJF): T21 57, T21 60, T21 73, T21 101
- Bergslagernas Järnvägssällskap (BJs): T21 70, T21 88, T21 107
- Grängesbergsbanornas Järnvägsmuseum (GBBJ): T21 68
- Hoting Station HB: T21 58 (als monument voor het station)
- Järnvägssällskapet Åmål-Årjäng (ÅmÅJ): T21 96, T21 104
- Nässjö Järnvägsmuseum: T21 89
- Nora Bergslags Veteran-Jernväg: (ex-NBJ) T22, (ex-NBJ) T23
- Nynäshamns Järnvägsmuseum: T21 90, T21 108
- Ostkustbanans Vänner (OKBv): T21 77, T21 81
- Qvick Entreprenad AB in Ljungaverk: T21 83, T21 84, T21 111
- Skåne-Smålands Jernvägsmuseiförening (SSJF): T21 67, T21 106
- Skånska Järnvägar (SkJ): T21 66, T21 74
- Silverdalens Industrihotell in Mariannelund: T21 105
- Stockholms Ångloksällskap: T21 98
- Stockholms Kultursällskap för Ånga och Järnväg: T21 102
- Sveriges Järnvägsmuseum: T21 110 (uitgeleend aan Nässjö Järnvägsmuseum)

## Overzicht
| Maatschappij | Fabrikant | Bouwjaar | Nummers     | Nummers 1959 | Nummers 1964 | Opmerkingen |
| ------------ | --------- | -------- | ----------- | ------------ | ------------ | ----------- |
| SJ           | MaK       | 1954     | T2 57-59    |              | T21 57-59    |             |
| SJ           | MaK       | 1955     | T2 60-71    |              | T21 60-71    |             |
| SJ           | ASJ-F     | 1956     | T3 72       |              | T22 72       |             |
| SJ           | ASJ-F     | 1956     | T3 73-74    | T2 73-74     | T21 73-74    |             |
| SJ           | ASJ-F     | 1956     | T3 75       |              | T22 75       |             |
| SJ           | ASJ-F     | 1956     | T3 76       | T2 76        | T21 76       |             |
| SJ           | MaK       | 1957     | T2 77-87    |              | T21 77-87    |             |
| SJ           | ASJ-F     | 1957     | T2 88-89    |              | T21 88-89    |             |
| SJ           | ASJ-F     | 1958     | T2 90-92    |              | T21 90-92    |             |
| SJ           | MaK       | 1958     | T2 93 - 112 |              | T21 93-112   |             |
| NBJ          | MaK       | 1958     | T 21-22     |              |              |             |
| NBJ          | MaK       | 1963     | T 23-24     |              |              |             |